# Sambaíba
Sambaíba är en kommun i Brasilien.   Den ligger i delstaten Maranhão, i den östra delen av landet, 900 km norr om huvudstaden Brasília. Antalet invånare är 5 484.
Omgivningarna runt Sambaíba är huvudsakligen savann. Trakten runt Sambaíba är nära nog obefolkad, med mindre än två invånare per kvadratkilometer.